# Bandera del orgullo leather
La bandera del orgullo leather (cuero en español) es un símbolo utilizado por la subcultura del cuero desde la década de 1990. Fue diseñado por Tony DeBlase, y rápidamente fue adoptado por la comunidad gay leather. Desde entonces, se ha asociado con el leather en general y también con grupos relacionados, como la comunidad BDSM. 

## Historia

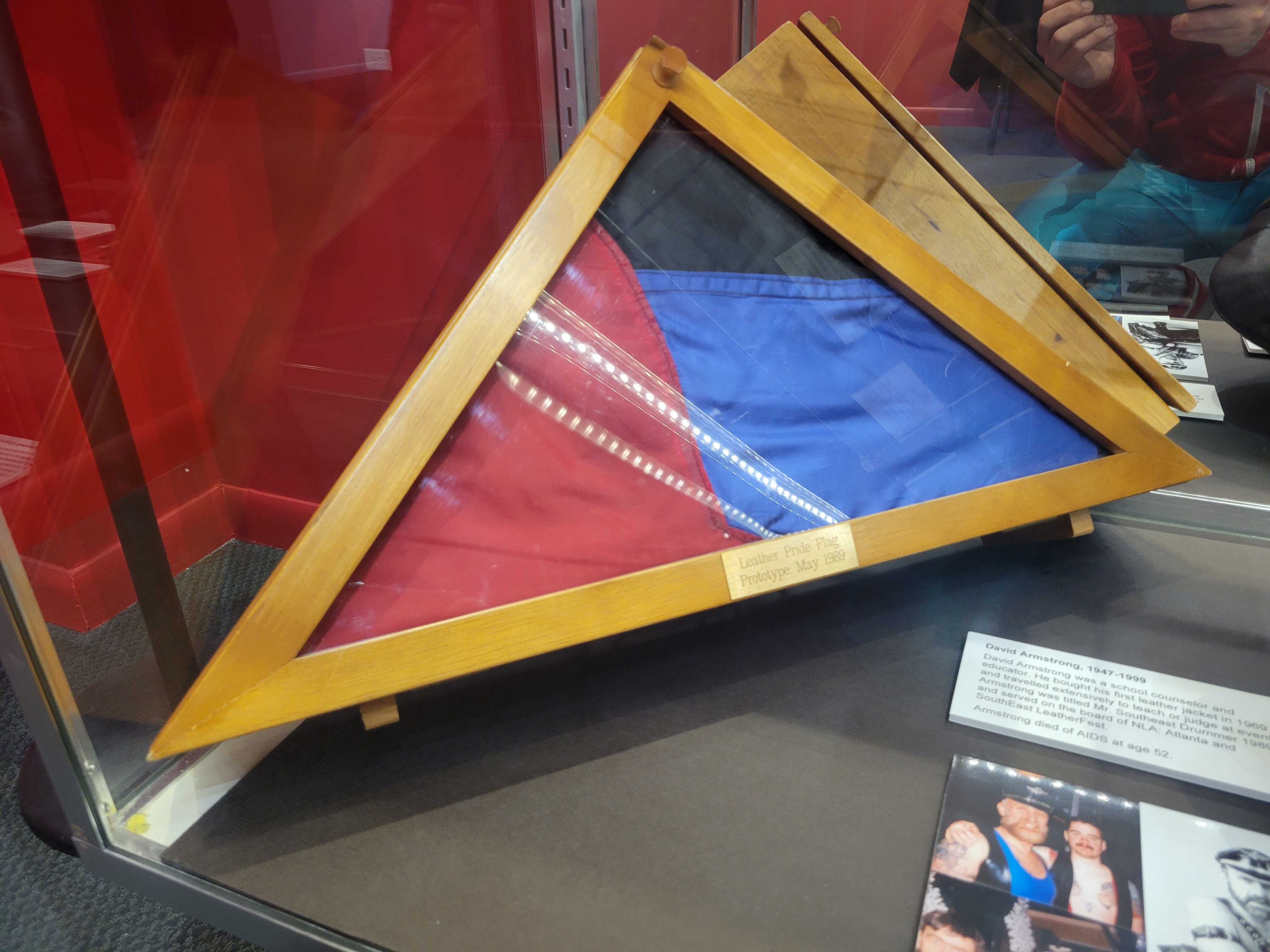
Una de las tres banderas del orgullo de cuero originales creadas por Tony DeBlase en 1989, en exhibición en el Museo y Archivos Leather.

La bandera fue diseñada por Tony DeBlase, quien presentó por primera vez el diseño en el concurso International Mister Leather el 28 de mayo de 1989.
La reacción inicial a la bandera fue mixta. Según el artículo de DeBlase, A Leather Pride Flag, Algunos, particularmente en la costa este, reaccionaron positivamente al concepto, pero estaban bastante preocupados, algunos incluso ofendidos, porque no había involucrado a la comunidad para ayudar a crear el diseño. En junio de 1989, la bandera fue utilizada por el contingente leather en una marcha del orgullo de Portland, Oregón, que fue su primera aparición en un marcha del orgullo.
El 18 de septiembre de 1990, Clive Platman (Mr. Australia Drummer) le presentó a Tony DeBlase una versión australiana de la bandera, incorporando la cruz del sur de la bandera nacional australiana, con el diseño original de la bandera del orgullo leather.

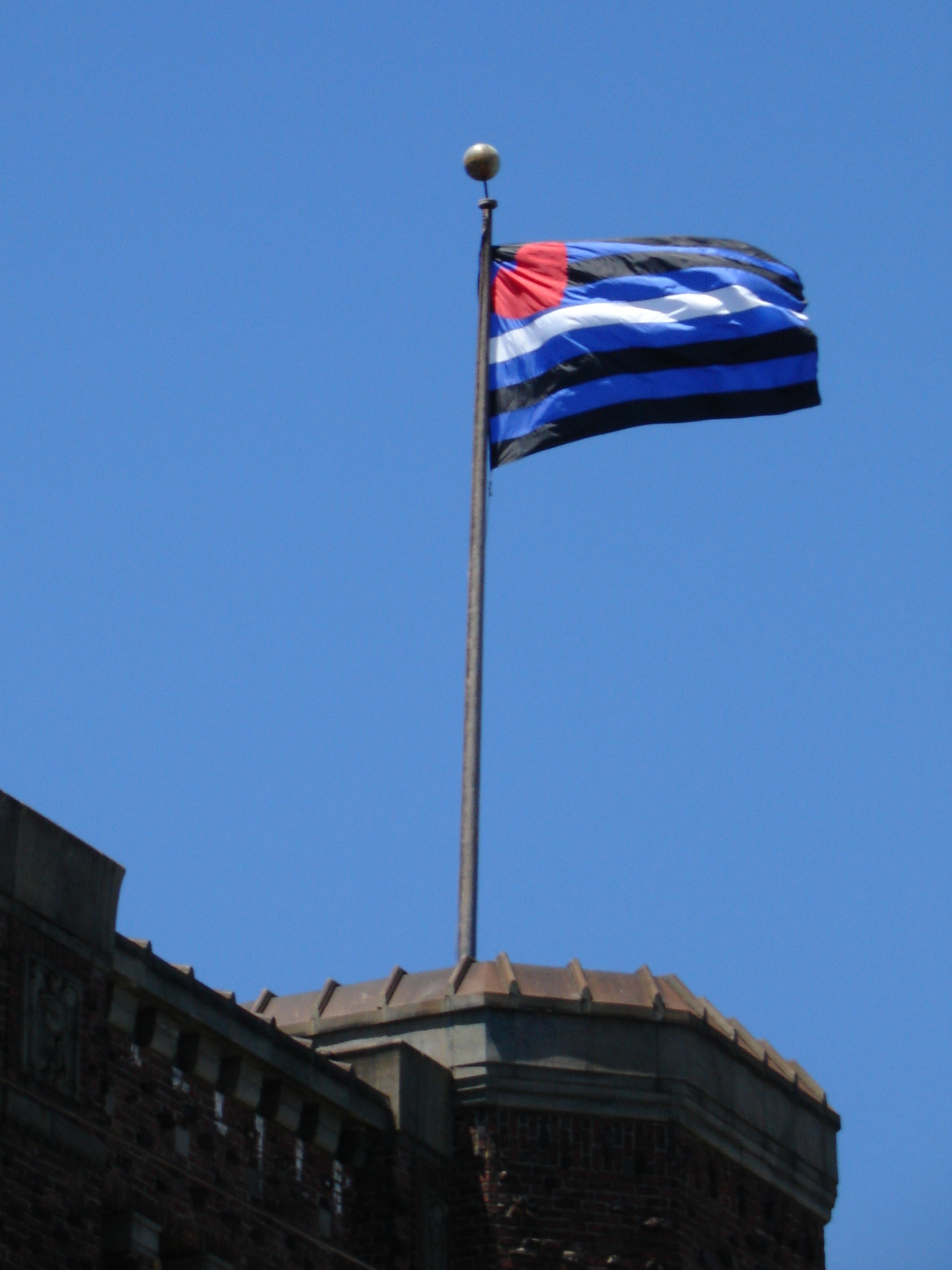
Una bandera del orgullo leather en 2008 ondeando en el edificio Armory en San Francisco, que en ese momento albergaba un estudio de pornografía BDSM.

El 11 de octubre de 1991, en las ceremonias de apertura de Living in Leather, se presentó una versión canadiense de la bandera del orgullo leather, que agregó al diseño de la bandera original una fila de hojas de arce rojas que se extienden horizontalmente a través de la franja blanca.
También en 1991, Melbourne Leather Men se convirtió en el primer club en incorporar los elementos de diseño de la bandera del orgullo leather en los colores de su club.
El 12 de diciembre de 2000, la National Leather Association International (NLA) Florida presentó un juramento de lealtad sugerido a la bandera del orgullo leather en su fiesta navideña en Fort Lauderdale, que dice: "Prometo lealtad a la bandera de Leather Pride y a la unión de personas de Leather que representa, con seguridad, cordura y consentimiento para todos”.
Para la 24ª feria anual de Folsom Street, celebrada el 30 de septiembre de 2007, la obra de arte del cartel oficial fue una foto controvertida que mostraba a conocidos miembros de la comunidad LGBT y BDSM con atuendos festivos y fetichistas, incluida la Hermana Roma "como protagonistas de una versión innovadora de la culturalmente iconográfica" La última cena de Leonardo da Vinci, completa con una mesa cubierta con la bandera del orgullo leather y "llena de juguetes sexuales, látigos y varias ataduras (BDSM)". La imagen de FredAlert se utilizó en la guía oficial del evento y se produjo como carteles para coleccionistas que se exhibieron en toda la ciudad como publicidad del evento.
En 2010, el creador de la bandera del orgullo leather, Tony DeBlase, fue incluido en el Salón de la Fama Leather.
Leather & Grace, una antigua organización de unitarios universalistas que se identificaron con la comunidad BDSM/kink, fue fundada en 2011 por Desmond Ravenstone. Su logotipo combinaba un cáliz rojo en llamas con las rayas de la bandera del orgullo leather.

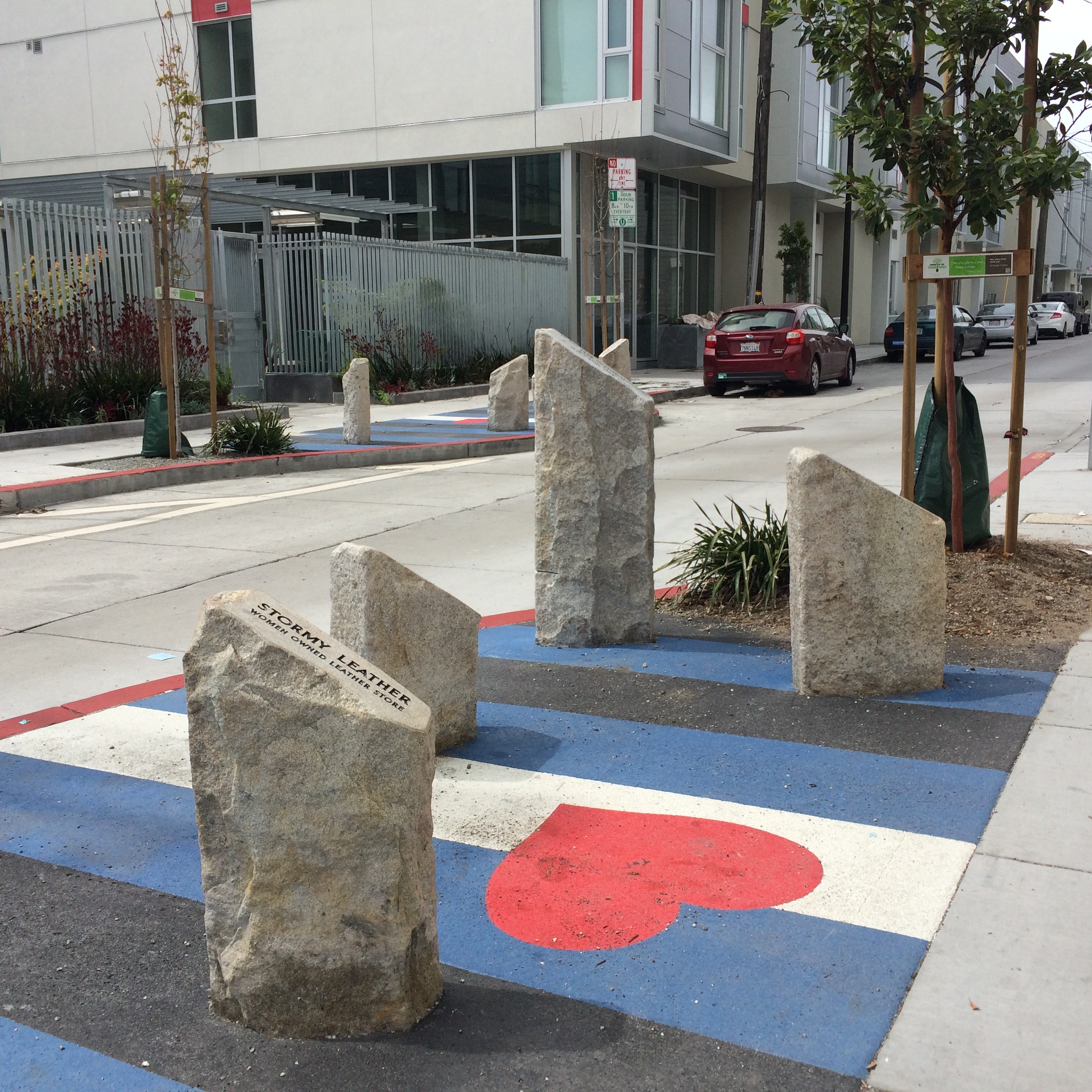
Parte de la instalación de arte llamada San Francisco South of Market Leather History Alley, incluidas las marcas en el pavimento de la bandera del orgullo leather

El San Francisco South of Market Leather History Alley consta de cuatro obras de arte a lo largo de Ringold Alley que honran la cultura del cuero; se inauguró en 2017. Las cuatro obras de arte son: piedras erguidas grabadas que honran a las instituciones comunitarias leather, incluida la Feria de la calle Folsom y las marcas en el pavimento de la bandera del orgullo leather a través de las cuales emergen las piedras, una piedra de granito negro grabada con una narración de Gayle Rubin, un imagen de la estatua "Leather David" de Mike Caffee, y con una reproducción del mural de Chuck Arnett de 1962 que estaba en The Tool Box (un bar leather gay), y huellas de botas de metal a lo largo de la acera que honran a 28 personas que fueron una parte importante de las comunidades leather de San Francisco.
Una de las tres banderas del orgullo leather originales que el creador de la bandera, Tony DeBlase, ensambló como prototipo fue donada al Museo y Archivos Leather. El Museo y Archivos Leather también tiene los documentos de DeBlase.

## Diseño
El creador DeBlase dio esta explicación del diseño:

La bandera está compuesta por nueve franjas horizontales de igual ancho. Desde arriba y desde abajo, las rayas alternan el negro y el azul real. La franja central es blanca. En el cuadrante superior izquierdo de la bandera hay un gran corazón rojo. Dejaré que el espectador interprete los colores y los símbolos.

## Popularidad

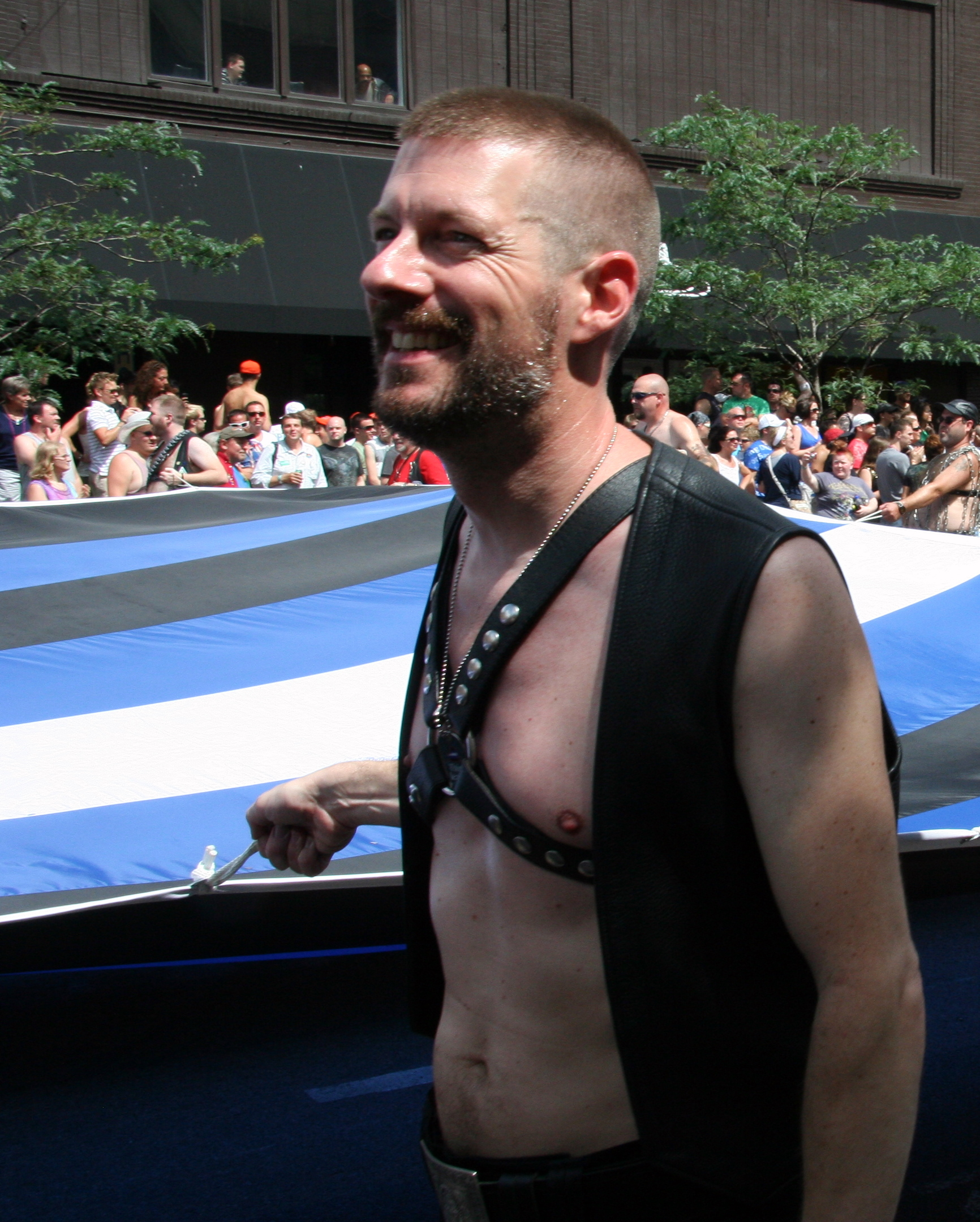
Una gran bandera del orgullo leather llevada en el desfile del Orgullo de Twin Cities

Aunque la bandera es común en la comunidad gay del leather, no es un símbolo exclusivamente gay y representa a toda la comunidad leather.
Además, aunque se diseñó como un símbolo de la subcultura del leather, también se usa ampliamente dentro de toda la subcultura BDSM (esclavitud y disciplina, dominación y sumisión, sadomasoquismo).[cita requerida]

## Variaciones e inspiración para otras banderas
Aunque se cita a Tony DeBlase diciendo que el diseño de la bandera del orgullo leather, que él creó, tiene derechos de autor en los EE. UU. (así como en todos los países donde se aplican las normas del Convenio de Berna), los derechos de autor son automáticos y no es necesario obtenerlos mediante un registro oficial. con cualquier oficina del gobierno. Una vez que una idea se ha producido como una forma tangible, por ejemplo, fijándola en un medio fijo (como un dibujo, una partitura, una fotografía, una cinta de video o un archivo de computadora), el titular de los derechos de autor (copyright) tiene derecho a hacer valer sus derechos exclusivos.
Sin embargo, se han creado variaciones de la bandera del orgullo leather original. El 18 de septiembre de 1990, Clive Platman (Mr. Australia Drummer) le presentó al creador de la bandera del orgullo leather original, DeBlase, una versión australiana de la bandera, incorporando la cruz del sur, que es de la bandera nacional australiana, con el diseño original de la bandera de cuero. bandera del orgullo. El 11 de octubre de 1991, en las ceremonias de apertura de Living in Leather, se presentó una versión canadiense de la bandera del orgullo leather, que agregó al diseño de la bandera original una fila de hojas de arce rojas que se extienden horizontalmente a través de la franja blanca.
Leather & Grace, una organización (ahora desaparecida) de kinks unitarios universalistas, fundada en 2011, combinó un cáliz rojo en llamas con las rayas de la bandera del orgullo leather para su logotipo.

La bandera de los derechos BDSM

La bandera de los derechos de BDSM, diseñada por Tanos, un maestro (sexual) del Reino Unido, se basa parcialmente en el diseño de la bandera del orgullo leather y también incluye una versión del emblema de BDSM (pero no lo suficientemente similar como para caer dentro de las reclamaciones de derechos de autor específicas de Quagmyr para el Emblema). La bandera de los derechos de BDSM pretende representar la creencia de que las personas cuya sexualidad o preferencias de relación incluyen prácticas de BDSM merecen los mismos derechos humanos que todos los demás y no deben ser discriminadas por practicar BDSM con adultos que lo consienten.